# Bornholm
Bornholm (tiếng Đan Mạch: [bɒːnˈhʌlˀm]; tiếng Bắc Âu cổ: Burgundaholmr) là một đảo thuộc Đan Mạch, nằm trong vùng biển Baltic gần mũi nam Thuỵ Điển. Với diện tích 587 km², đảo Bornholm là một khu du lịch nổi tiếng ở Đan Mạch rất gần Thụy Điển và Ba Lan. Bờ biển phía bắc đẹp với những ghềnh đá, có chỗ cao tới 80 m. Bờ biển phía nam trái lại, là những bãi tắm khá bằng phẳng chạy theo bờ cát. Ở đây có đá hoa cương và cả cát làm vật liệu đặc biệt trong xây dựng được xuất khẩu.
Nguồn thu nhập chính ở đảo này là du lịch. Bởi cảnh quan rất đẹp. Bornholm còn là quê hương của nhà văn Martin Andersen Nexø. Đất đai gồm những ruộng lúa mì, ruộng mù tạt, củ cải đường và vùng đồng cỏ chăn nuôi gia súc. Đặc sản ở đây là cá hồi. Du khách đến thăm đảo, có thể thưởng thức món cá hồi ở ngoài trời, nhìn ra biển Baltic, hoặc vào thăm lò nướng cá cổ truyền.
Ở đây cũng có nhiều khu rừng đẹp và nhiều cảng cá cổ, phố nhỏ, ấm cúng nhà nào cũng trồng hoa. Đến cuối mùa hoa tulip còn nở rất đẹp trên các thảm cỏ xanh.

## Khí hậu
| Dữ liệu khí hậu của Bornholm (1971–2000) | Dữ liệu khí hậu của Bornholm (1971–2000) | Dữ liệu khí hậu của Bornholm (1971–2000) | Dữ liệu khí hậu của Bornholm (1971–2000) | Dữ liệu khí hậu của Bornholm (1971–2000) | Dữ liệu khí hậu của Bornholm (1971–2000) | Dữ liệu khí hậu của Bornholm (1971–2000) | Dữ liệu khí hậu của Bornholm (1971–2000) | Dữ liệu khí hậu của Bornholm (1971–2000) | Dữ liệu khí hậu của Bornholm (1971–2000) | Dữ liệu khí hậu của Bornholm (1971–2000) | Dữ liệu khí hậu của Bornholm (1971–2000) | Dữ liệu khí hậu của Bornholm (1971–2000) | Dữ liệu khí hậu của Bornholm (1971–2000) |
| Tháng                                    | 1                                        | 2                                        | 3                                        | 4                                        | 5                                        | 6                                        | 7                                        | 8                                        | 9                                        | 10                                       | 11                                       | 12                                       | Năm                                      |
| ---------------------------------------- | ---------------------------------------- | ---------------------------------------- | ---------------------------------------- | ---------------------------------------- | ---------------------------------------- | ---------------------------------------- | ---------------------------------------- | ---------------------------------------- | ---------------------------------------- | ---------------------------------------- | ---------------------------------------- | ---------------------------------------- | ---------------------------------------- |
| Cao kỉ lục °C (°F)                       | 8.9 (48.0)                               | 9.7 (49.5)                               | 15.1 (59.2)                              | 26.6 (79.9)                              | 27.2 (81.0)                              | 31.7 (89.1)                              | 31.9 (89.4)                              | 32.0 (89.6)                              | 27.9 (82.2)                              | 20.2 (68.4)                              | 15.7 (60.3)                              | 11.0 (51.8)                              | 32.0 (89.6)                              |
| Trung bình ngày tối đa °C (°F)           | 2.7 (36.9)                               | 2.4 (36.3)                               | 4.5 (40.1)                               | 8.9 (48.0)                               | 14.5 (58.1)                              | 17.9 (64.2)                              | 20.1 (68.2)                              | 20.5 (68.9)                              | 16.4 (61.5)                              | 11.9 (53.4)                              | 7.3 (45.1)                               | 4.4 (39.9)                               | 10.9 (51.6)                              |
| Trung bình ngày °C (°F)                  | 0.9 (33.6)                               | 0.4 (32.7)                               | 2.1 (35.8)                               | 5.5 (41.9)                               | 10.5 (50.9)                              | 14.3 (57.7)                              | 16.8 (62.2)                              | 17.0 (62.6)                              | 13.4 (56.1)                              | 9.5 (49.1)                               | 5.4 (41.7)                               | 2.6 (36.7)                               | 8.2 (46.8)                               |
| Tối thiểu trung bình ngày °C (°F)        | −1.1 (30.0)                              | −1.7 (28.9)                              | −0.4 (31.3)                              | 2.1 (35.8)                               | 6.6 (43.9)                               | 10.7 (51.3)                              | 13.3 (55.9)                              | 13.4 (56.1)                              | 10.5 (50.9)                              | 6.9 (44.4)                               | 3.2 (37.8)                               | 0.5 (32.9)                               | 5.3 (41.5)                               |
| Thấp kỉ lục °C (°F)                      | −15.7 (3.7)                              | −17.7 (0.1)                              | −16.1 (3.0)                              | −7.0 (19.4)                              | −3.0 (26.6)                              | −0.2 (31.6)                              | 4.0 (39.2)                               | 5.4 (41.7)                               | −0.2 (31.6)                              | −5.7 (21.7)                              | −10.1 (13.8)                             | −14.1 (6.6)                              | −17.7 (0.1)                              |
| Lượng Giáng thủy trung bình mm (inches)  | 40.2 (1.58)                              | 22.8 (0.90)                              | 30.6 (1.20)                              | 30.2 (1.19)                              | 31.9 (1.26)                              | 44.2 (1.74)                              | 47.1 (1.85)                              | 41.4 (1.63)                              | 55.5 (2.19)                              | 50.2 (1.98)                              | 52.1 (2.05)                              | 42.4 (1.67)                              | 488.7 (19.24)                            |
| Số ngày giáng thủy trung bình (≥ 0.1 mm) | 16.5                                     | 12.9                                     | 13.7                                     | 11.2                                     | 10.0                                     | 11.0                                     | 10.6                                     | 10.8                                     | 13.2                                     | 14.5                                     | 16.7                                     | 16.1                                     | 157.3                                    |
| Số ngày tuyết rơi trung bình             | 5.6                                      | 5.3                                      | 4.0                                      | 0.9                                      | 0.1                                      | 0.0                                      | 0.0                                      | 0.0                                      | 0.0                                      | 0.0                                      | 1.8                                      | 3.4                                      | 21.2                                     |
| Số giờ nắng trung bình tháng             | 35                                       | 53                                       | 112                                      | 190                                      | 284                                      | 266                                      | 276                                      | 252                                      | 155                                      | 102                                      | 46                                       | 31                                       | 1.809                                    |
| Nguồn: Danish Meteorological Institute   |                                          |                                          |                                          |                                          |                                          |                                          |                                          |                                          |                                          |                                          |                                          |                                          |                                          |